# Friedrich August Wilhelm von Witzendorff
Friedrich August Wilhelm von Witzendorff (1. januar 1737 i Colditz, Sachsen – 3. juli 1810) var landkansler.
Han var søn af sachsisk oberstløjtnant Friederich Wilhelm v. W. og Eleonore Louise Elisabeth f. v. Witzendorff, studerede i Göttingen i halvfjerde år og erhvervede her den juridiske doktorgrad, trådte derefter 1756 som hofjunker i dansk tjeneste, fik 1758 ansættelse som auskultant ved regeringen i Glückstadt og var den første, som underkastede sig den i Overrettens instruks af 1756 foreskrevne kundskabsprøve. 1762 blev han regeringsråd og senere landråd. Ved den holstenske landrets henlæggelse til Glückstadt blev han i maj 1779 udnævnt til lærd råd ved samme. 1777 fik han kammerherrenøglen. 1783 blev han beskikket til medlem af Appellationsretten i Rantzau, 1795 blev han vicekansler ved regeringen i Glückstadt og landkansler i Hertugdømmerne; fra disse stillinger trådte han 1803 tilbage med sin fulde gage i pension og fik samtidig det hvide bånd. Han døde 3. juli 1810.
Witzendorff var gift med Margrethe Sophie Brockenhuus-Løwenhielm (1744 på Sellebjærg – 28. februar 1830 i Altona), datter af ritmester Casper Christopher Brockenhuus-Løwenhielm og Sophie Magdalene f. Rauch. Samtidige fremhæver Witzendorffs fremragende juridiske kundskaber og fornemme personlighed.